# Poema de Fernán González
El Poema de Fernán González narra diferents fets històrics de la vida d'aquest personatge històric i rellevant en la història de Castella.
Es creu que l'autor del Poema devia ser un monjo del monestir de San Pedro de Arlanza, i que la va compondre entre els anys 1250 i 1266.

## Contingut
Les seves reiterades campanyes contra els andalusins en defensa del territori castellà, les seves guerres contra el rei de Navarra, els seus debats amb el rei de Lleó, i la seva protecció al monestir de San Pedro de Arlanza (on finalment van reposar les seves restes), creen una trama apassionant on es reflecteix clarament el paper que el comte Ferran González va ocupar a mantenir la Castella primitiva la seva legítima sobirania sobre tot Espanya, al mantenir-se des del principi fora de l'abast de la invasió àrab.

## Estructura
L'autor de l'obra, anònim, cal situar-lo dins el marc de les obres del Mester de Clerecia, en estrofes en quaderna via i vers alexandrí dividit en hemistiquis de set síl·labes.
Sembla que no coneix molts detalls dels fets històrics en si, ja que no van quedar escrits per cap historiador de l'època de Ferran González ni posteriors a ell, sinó que la seva transmissió va ser oral.
Així doncs, el text tracta d'explicar i desenvolupar els fets conforme a la mentalitat i la lingüística del segle xiii, acudint de vegades a la imaginació i altres a les distintes fonts populars que circulaven (la cançó de gesta, tradicions, llegendes…).